# Xã Seward, Quận Kosciusko, Indiana
Xã Seward (tiếng Anh: Seward Township) là một xã thuộc quận Kosciusko, tiểu bang Indiana, Hoa Kỳ. Năm 2010, dân số của xã này là 2.567 người.